# Herrenhaus Waltershof

Im Hintergrund, Teile der Front mit Eingangstür des Herrenhauses Waltershof, am 2. Juni 1904

Das Herrenhaus Waltershof oder auch Herrenhaus auf Waltershof oder Domänenhaus Waltershof war ein 1775 errichtetes Gebäude im heutigen Stadtteil Hamburg-Waltershof, das 1969 im Zuge des Baues des Hamburger Elbtunnels abgerissen wurde.
Die hamburgische Elbinsel Rugenbergen und die seit 1768 hamburgische Insel Griesenwerder wurden vermutlich in den 1770er Jahren zusammengelegt. Die jeweiligen Güter der einzelnen Inseln wurden zu einem Gut zusammengelegt, das mit Senatsbeschluss vom 16. September 1788 Waltershof genannt werden durfte. Das Gut mit dem Herrenhaus wurde 1858 vom Hamburger Senat auf Anregung des Senators Arning erworben. Die Finanzdeputation bestellte Georg Friedrich Schwabe zum Verwalter über das nun Domäne Waltershof genannte Gebiet. Am 26. August 1913 schied die Domäne aus dem Grundbuch aus, das Gelände wurde für die Hafenerweiterungen gebraucht. Seit dieser Zeit diente das Gebäude der ehemaligen Domäne als Mehrfamilienhaus, ein Verwendungszweck, den das Gebäude bis zu seinem Abbruch hatte.

## Baubeschreibung
Der zweigeschossige Backsteinlinsenbau von 7x4 Achsen besaß ein pfannengedecktes abgewalmtes Satteldach, mit einem dreiachsigen Zwerchgiebel zur Vorderfront. An das Wohnhaus war ein einstöckiges, reetgedecktes Ziegelgebäude rückseitig angefügt. Das Erdgeschoss des Wohnhauses wurde durch eine durchgehende Mitteldiele strukturiert, von der eine Treppe ins Obergeschoss führte und zu beiden Seiten je zwei Zimmer erschlossen wurden, von denen eines eine Küche war. Über der Eingangstür war folgende Inschrift eingeschnitzt: Cum Deo aedificatum MDCCLXXV (Mit Gott gebaut 1775).

## Darstellungen

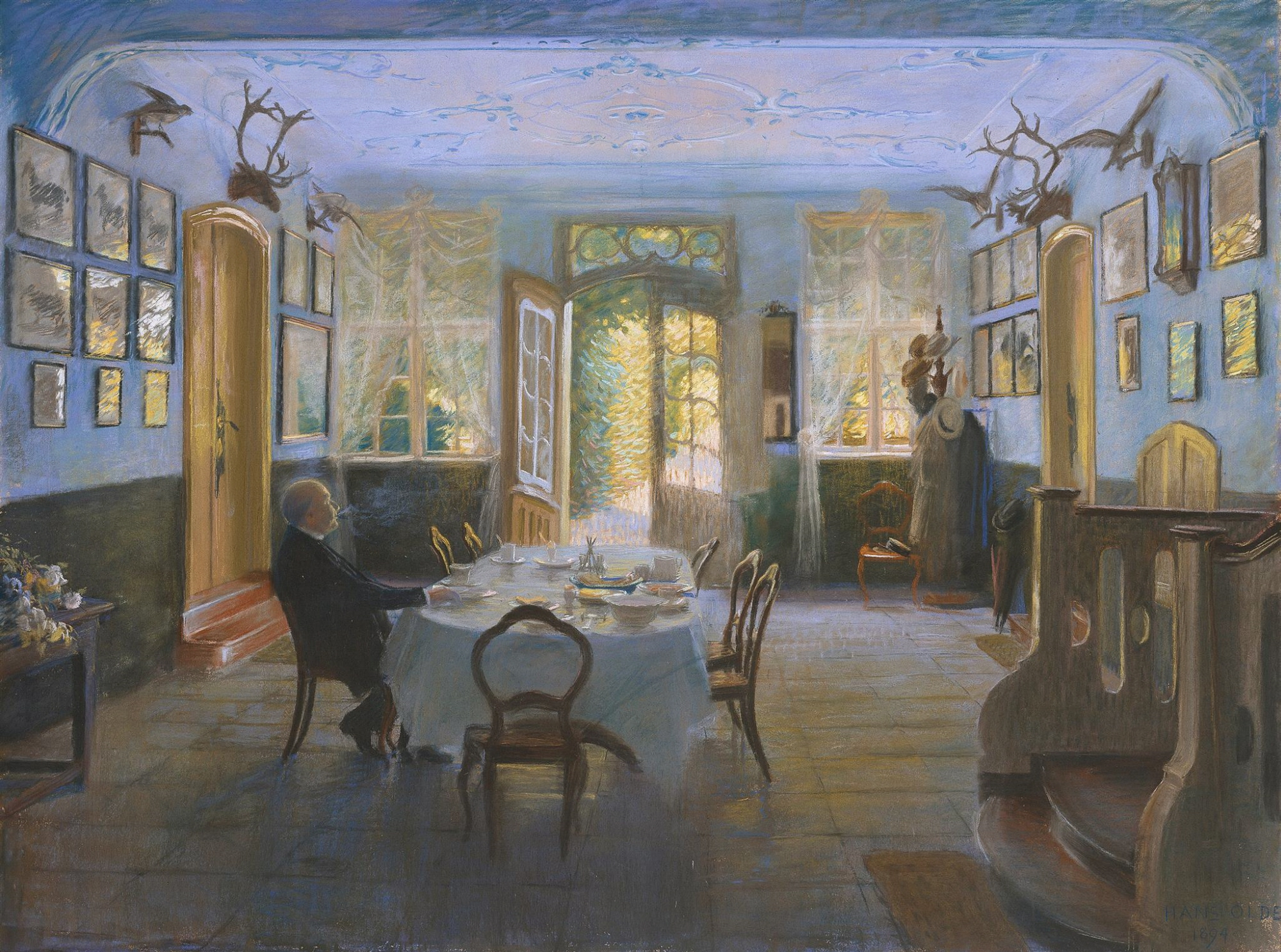
Diele des Herrenhauses in Waltershof von 1894

Die Diele des Herrenhauses in Waltershof ist in einem Bild von Hans Olde von 1894, das sich im Besitz der Hamburger Kunsthalle befindet.
Es existiert eine Serie von Aquarellen, von Hermann Haase 1915 geschaffen, die Außen- und Innenansichten des Herrenhaus Waltershof darstellen.

## Eintrag in die Denkmalliste
1923 wurde das Herrenhaus auf Waltershof in die Denkmalliste eingetragen. Dieses Herrenhaus hat von allen älteren Bauten in hamburgischen Staatsbesitz am besten seinen ursprünglichen Charakter aus der Mitte des 18. Jahrhunderts erhalten, ebenso wie die Gartenanlage in französischen Stil des 18. Jahrhunderts vielleicht das einzige Beispiel in Hamburgs Umgegend ist: eine Oase Mitten im Hafen, der hoffentlich der gerade in diesem Umstand liegende eigenartige Reiz noch eine längere Lebensdauer verschafft.

## Vor dem Abbruch
Da eine Verlegung der Autobahntrasse nicht in Frage kam und auch eine Versetzung des Gebäudes zu teuer war, wurden Treppen und Türen „geborgen“, die Stuckaturen abgeformt, vielfältige Photos angefertigt und die Baumaßen wurden aufgenommen.